# Alexandra Araújo
Alexandra Araújo, född 13 juli 1972 i Rio de Janeiro, är en Brasilienfödd italiensk vattenpolospelare. Hon ingick i Italiens landslag vid olympiska sommarspelen 2004. Hennes främsta meriter är ett OS-guld, två VM-guld och tre EM-guld.
Araújo tog OS-guld i damernas vattenpoloturnering i samband med de olympiska vattenpolotävlingarna 2004 i Aten. Hennes målsaldo i turneringen var två mål. Italien representerade hon för första gången år 1996. EM-guld blev det 1997 i Sevilla, 1999 i Prato samt 2003 i Ljubljana och VM-guld 1998 i Perth samt 2001 i Fukuoka.